# Longwood Medical and Academic Area

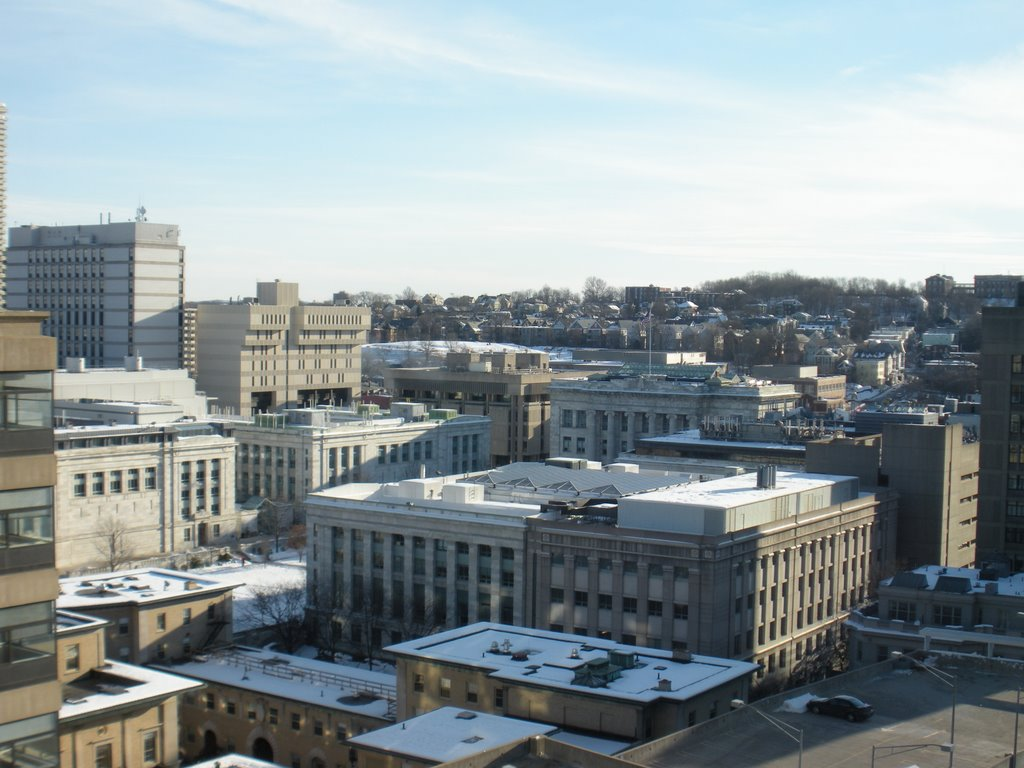
Das Rechteck der Harvard Medical School mit angrenzenden Gebäuden der Longwood Medical and Academic Area

Die Longwood Medical and Academic Area, auch LMA oder Longwood, ist die offizielle Bezeichnung für einen medizinischen Campus in Boston im Bundesstaat Massachusetts der Vereinigten Staaten, der aufgrund seiner Größe als informeller Stadtteil gilt – die offizielle Website von Boston weist das Gebiet nicht als solchen aus. Der Begriff ist nicht zu verwechseln mit dem direkt gegenüber auf der anderen Seite des Muddy River gelegenen, „echten“ Stadtteil Longwood in Brookline.
Der Campus verläuft auf Bostoner Stadtgebiet entlang der Longwood Avenue von der Huntington Avenue bis zum Riverway durch die Stadtteile Fenway–Kenmore und Mission Hill. Auf dem Gelände befinden sich neben der Harvard Medical School noch viele weitere medizinische Einrichtungen und Krankenhäuser, aber auch Museen, Colleges und Forschungseinrichtungen.

## Krankenhäuser und Forschungseinrichtungen
Auf dem Campus befinden sich die folgenden Krankenhäuser und Forschungseinrichtungen:
- Beth Israel Deaconess Medical Center
- Brigham and Women’s Hospital
- Boston Children’s Hospital
- Dana-Farber Cancer Institute
- Joslin Diabetes Center

## Schulen und Colleges
Auf dem Gelände sind folgende Bildungseinrichtungen zu finden:
- Boston Latin School
- Emmanuel College
- Harvard Medical School
- Harvard School of Dental Medicine
- Harvard School of Public Health
- Massachusetts College of Art and Design
- Massachusetts College of Pharmacy and Health Sciences
- Northeastern University
- Simmons College
- Wentworth Institute of Technology
- Wheelock College
- The Winsor School

## Nahverkehr
Die LMA wird durch zwei Bahnstationen an den gegenüberliegenden Enden der Longwood Avenue bedient. Die Haltestelle Longwood wird durch die MBTA Green Line D angefahren, die Haltestelle Longwood Medical Area durch die Green Line E. Darüber hinaus führen einige Buslinien in das Viertel, und Shuttlebusse schaffen für Angestellte direkte Verbindungen nach Harvard und zum MIT.